# Конек (сосуд)
Коне́к — кожаный сосуд в виде чайника, использовавшийся в традиционном казахском и киргизском обиходе. В казахском языке используется вариант названия «конек», в киргизском — «конок» или «конёк».
Конек считается одним из древнейших сосудов в тюркской кочевой культуре. Его внешний вид архаичен и напоминает древние алтайские фляги. По форме конек похож на чайник с загнутым носиком. Диаметр обычно составляет 30 см, высота — 20 см. Материалом для изготовления служит обработанная верблюжья кожа, натягиваемая на деревянный каркас. Внешняя поверхность украшается орнаментированным тиснением — как правило геометрическим, растительным или зооморфным орнаментом.
Казахский конек используется для доения кобылиц. Для хранения кумыса используются сосуды сходной формы, но с более высокими и узкими шейками. В киргизском языке термином «конок» называют как подойники, так и фляги для транспортировки кумыса.